# 안음 서문씨
안음 서문씨(安陰西門氏)는 경상남도 함양군 안의면을 관향으로 하는 한국의 성씨이다.

## 기원
안음 서문씨(西門氏)는 중국 양국(梁國, 강소성 서해도 갈산)에서 나온 성씨로, 춘추시대 정(鄭)나라 대부(大夫)가 살고 있던 지명에서 따왔다고 한다.

## 시조
시조 서문기(西門記)는 중국 하남성 출신의 원나라 진사(進士)로 1351년(충정왕 3년) 공민왕의 비인 노국대장공주(魯國大長公主)를 배종하고 고려에 들어와서 안음군(安陰君)에 봉해졌다.

## 본관
안음(安陰)은 경상남도 함양군(咸陽郡)과 거창군(居昌郡) 일부 지역의 조선시대 행정구역이다. 신라 때 남내현(南內縣)이었으며 757년(경덕왕 16)에 여선(餘善)으로 개칭하여 거창군의 관할에 두었다가, 940년(고려 태조 23)에 감음(感陰)으로 바뀌어 1018년(현종 9) 합주(陜州) 소속으로 병합되었다. 1390년(공양왕 2) 감음현(感陰縣)에 감무가 파견되면서 이안현(利安縣)을 예속시켰다. 1417년(태종 17)에 행정관청이 이안현으로 옮겨짐에 따라 이름을 안음현으로 고쳤다. 《세종실록지리지》에 감음(減陰)의 성(姓)으로 공(孔)·황(黃)·서문(西門)·서(徐) 4개가 기록되어 있다.
1728년(영조 4)에 안음현을 안의현(安義縣)으로 개칭하였다. 1895년(고종 32) 안의군이 되었다가 1914년 안의군이 폐지되고 안의면 등 4개 면은 함양군으로, 마리면 등 3개 면은 거창군으로 각각 편입되었다.

## 인물
- 서문존(西門尊) : 시조 서문기의 아들. 조선 조에서 부사(府使)를 지냈다.
- 서문사(西門師) : 서문존의 아들. 조선 때 정랑(正郞: 정5품)을 역임하였다.
- 서문식(西門湜) : 조선 조에서 군수(郡守)를 역임했다.
- 서문다미 : 만화가
- 서문지훈 : 프로게이머, BJ
- 서문탁[주 1] : 한국의 가수
- 서문강

## 과거 급제자
무과
- 서문형(西門浻, 1610년생) : 1636년(인조 14년) 별시(別試) 무과 병과(丙科). 거주지 금산(錦山). 아버지 유학(幼學) 서문건(西門建).

생원시
- 서문선(西門墠, 1623년생) : 1660년(현종 1년) 생원시 3등. 거주지 금산(錦山). 아버지 유학(幼學) 서문욱(西門煜). 형 서문숙(西門塾). 제 서문탄(西門坦)·서문해(西門垓)·서문연(西門堜).

## 집성촌
- 충청남도 금산군 남일면 상동리
- 전라북도 장수군 계내면 무농리
- 전라북도 장수군 계남면 침곡리

## 인구
- 2000년 1,861명
- 2015년 1,935명

### 내용주
1. ↑  실명이 아니다.